# Charles-Eusèbe Dionne
Pour les articles homonymes, voir Dionne.
Charles Eusèbe Dionne (Saint-Denis-De La Bouteillerie, 20 juillet 1846 - Québec ville, 25 janvier 1925 ) est le premier ornithologue québécois reconnu.

## Biographie
Charles-Eusèbe Dionne est le conservateur du musée zoologique de l'Université Laval à partir de 1842 et jusqu'à sa mort, succédant ainsi à François-Xavier Bélanger,. C'était un taxidermiste accompli et l'exposition de ses collections lui a valu une grande renommée. De toutes ses publications, la plus importante fut Les Oiseaux de la province de Québec, publié en 1906. Ce livre est la première monographie complète et illustrée entièrement consacrée aux oiseaux du Québec et marque le début du développement de l'ornithologie québécoise contemporaine.
Depuis 2005, l'association Regroupement QuébecOiseaux délivre annuellement un prix qui porte son nom pour honorer « la contribution exceptionnelle d'une personne à l'avancement de l'observation et de l'étude des oiseaux du Québec ».

## Hommages
- Une plaque "Ici vécut de la ville de Québec est présente au 802, rue Saint-Joseph est, en son honneur, pour indiquer son ancien lieu de résidence.